# 泥鰌池
泥鰌池（どじょういけ）は、富山県中新川郡立山町の立山カルデラ内に位置する池。湯川谷の右岸、旧立山温泉源の直上にある立山カルデラ内で最大の面積（約1.9ha）を持つ池で、鳶山崩れによって作られた堰き止め湖とされている。

## 地理
立山カルデラにある4つの池の一つで、楕円形をしている。池の面積は立山カルデラの中で最大である。立山カルデラの4つの池の中では唯一、立山町に属している。
底質は腐植土が堆積した泥底になっているが、水の透明度は高い。
2000年の調査での湖水のpHは7.5であった。

## 形成
鳶山崩れによる地滑りによって形成された堰止湖である。隣接する多枝原池という池も同じ成因であり、両池の共通点は多い。一方で近くにある刈込池や新湯は火口湖であり、成因が異なっている。

## 生態
岸際は抽水性の植物が多く繁茂し、水面にはヒルムシロ類などの浮葉植物が見られた。魚類はタカハヤ、ギンブナ、ドジョウ、ニジマスが確認されており、立山カルデラの池で最も魚種が多い。
泥鰌池はその成因や富山県における淡水魚の分布から、もともと魚類が生息していたとは考えにくく、人の手によって放流がなされたと考えられており、実際にニジマスに関しては1953年と1955 年にニジマスが放流された記録がある。
なお、泥鰌池に放流されたニジマスは、その後、定着し、自然繁殖を繰り返し続けていることが確認されているという。

## 周囲
立山カルデラ内にはこの池と同じ成因である堰止湖の多枝原池と、火口湖である刈込池と新湯の3つの池がある。